# Hahncappsia sacculalis
Hahncappsia sacculalis is een vlinder uit de familie van de grasmotten (Crambidae), uit de onderfamilie van de Pyraustinae. De wetenschappelijke naam van deze soort is voor het eerst voorgesteld als Loxostege sacculalis door Hans Georg Amsel in een publicatie uit 1956.
De soort komt voor in Venezuela.